# Willem Le Jeune
 (mai 2023).
Willem Pieter Antonie Le Jeune (né le 6 janvier 1832 - 28 mars 1894), né sous le nom de Willem Pieter Antonie Tenwinkel, est un administrateur colonial et diplomate néerlandais, qui fait carrière dans l'administration de la Côte-de-l'Or néerlandaise et qui est gouverneur par intérim entre le 28 octobre 1871 et le 15 novembre 1871. Après que les Pays-Bas aient vendu leurs possessions sur la Côte-de-l'Or au Royaume-Uni en 1872, Le Jeune devient le premier consul néerlandais à Elmina .

## Biographie
Willem Pieter Antonie Le Jeune est né à La Haye de Pieter Antonie Tenwinkel et de Christine Henriëtte Böttger.

### Carrière dans l'administration coloniale
Le Jeune est nommé adjoint sur la côte de Guinée par arrêté royal no. 97 du 27 octobre 1857, partit pour la Côte-de-l'Or le 29 novembre 1857 et arriva à Elmina le 22 janvier 1858. Il a commencé sa carrière dans l'administration de la Côte-de-l'Or en tant que juge suppléant à la Cour de justice d'Elmina et est promu commandant du fort Patience à Apam le 3 janvier 1859. Le 8 novembre 1859, Le Jeune est nommé commandant du fort Orange à Sekondi. Le 14 mars 1861, il obtient un congé européen et quitte la Côte-de-l'Or. Le Jeune revient le 10 février 1862 et est de nouveau nommé commandant du fort Orange. En août 1862, il est nommé commandant du fort San Sebastian à Shama, et dans les années suivantes jusqu'en 1866, il sert comme commandant du fort Batenstein à Butre, du fort Crèvecoeur à Accra et du fort Saint Anthony à Axim.
Alors commandant du fort Saint-Antoine, le 25 juillet 1866, Le Jeune est promu au rang de résident. En janvier 1867, il quitte les forts extérieurs pour le château d'Elmina, où il devient greffier de l'état civil, directeur du bureau de poste nouvellement créé et notaire. En avril 1867, il est nommé adjudant du gouverneur nouvellement arrivé George Pieter Willem Boers. En mai 1868, juste après la mise en vigueur de la Convention pour un échange de territoire sur la Côte-de-l'Or entre le Royaume-Uni et les Pays-Bas, Le Jeune repart en congé européen et revient en février 1869. À cette époque, le commerce des forts s'est avéré être un désastre pour les Néerlandais, car l'alliance d'Elmina et du gouvernement colonial néerlandais avec les Ashanti ne s'est pas bien déroulée avec le peuple Fante autour des nouveaux forts attribués aux Néerlandais, provoquant une Confédération Fante pour assiéger Elmina. Juste après l'arrivée de Le Jeune, le riche commerçant d'Elmina George Emil Eminsang et le commandant militaire LH Meijer sont envoyés en mission aux Pays-Bas par le gouvernement d'Elmina pour plaider la cause d'Elmina  ,.
Le Jeune, qui est alors un administrateur chevronné, occupa aussitôt les fonctions de comptable, d'officier de justice, de secrétaire, de caissier et d'huissier, faisant de lui le commandant en second de la colonie. En mai 1869, il accueille sur la côte le gouverneur Cornelis Nagtglas, nommé par le ministre néerlandais des colonies Engelbertus de Waal (nl) pour remplacer le gouverneur Boers, après que le ministre eut entendu les demandes d'Eminsang et de Meijer. Nagtglas a immédiatement tenté de maîtriser les habitants autour de Fort Komenda, qui avaient résisté à la domination néerlandaise, mais n'a réussi qu'à aggraver la situation, aboutissant à la prise en otage de plusieurs matelots qualifiés du navire de guerre Amstel quelques jours plus tard. Nagtglas est mandaté pour s'enquérir auprès des Britanniques de leur volonté de reprendre les possessions néerlandaises sur la côte, et les rumeurs selon lesquelles les Néerlandais quittaient la Côte-de-l'Or inquiétaient les habitants d'Elmina. En juin 1871, Nagtglas quitta la Côte-de-l'Or pour se remettre d'une maladie, laissant le commandant de la marine Jan Albert Hendrik Hugenholtz en charge, qui partit lui-même en congé de maladie aux Pays-Bas en septembre 1871. Hugenholtz avait nommé l'officier de marine Johannes Wirix comme son successeur, au grand désarroi des vétérans de l'administration coloniale, qui se sentaient dépassés. Finalement, Wirix n'a pas pu prendre le contrôle et Le Jeune a pris la relève en tant que gouverneur par intérim le 28 octobre 1871. Le Jeune a servi comme gouverneur par intérim jusqu'à ce que le lieutenant-gouverneur Jan Helenus Ferguson, chargé par le gouvernement néerlandais d'effectuer la cession de la Côte-de-l'Or néerlandaise au Royaume-Uni, arrive le 15 novembre. Le Jeune est alors tombé malade et se rendit aux Pays-Bas le 22 novembre 1871 pour se rétablir.

### Premier consul à Elmina
Pendant son séjour aux Pays-Bas, Le Jeune est nommé agent des Pays-Bas à Elmina, un poste consulaire, le rendant entre autres responsable du paiement des pensions aux anciens employés de l'administration coloniale néerlandaise et aux Belanda Hitam. Il revint sur la Côte-de-l'Or le 28 avril 1872, trois semaines après que le lieutenant-gouverneur Ferguson eut transféré Elmina aux Britanniques. Le jour même de son arrivée, le président du comité mis en place pour régulariser les affaires des Hollandais sur la Côte-de-l'Or est abattu à Elmina par une foule en colère qui proteste contre le transfert d'Elmina aux Britanniques. Le Jeune assuma alors également ces fonctions, tout en gardant son poste d'agent .
Le Jeune est promu consul le 1er mars 1873. Peu de temps après, les tensions à Elmina culmineront avec l'exil d'Edinahene Kobina Gyan en Sierra Leone et une attaque d'Elmina par les Ashantis, à laquelle les autorités britanniques répondront par un bombardement de la vieille ville d'Elmina. Le Jeune a pris sa retraite au début de 1874 et est remplacé par son vice-consul Pieter Simon Hamel.

### Vie ultérieure aux Pays-Bas et en Belgique
Après sa retraite aux Pays-Bas, Le Jeune épousa Maria Auguste Lisette Luther (1843–1929), sœur du médecin de la Côte-de-l'Or Friedrich Martin Luther, à Rotterdam le 17 juin 1875. Le couple s'installe à Neerbosch (nl), faisant maintenant partie de Nimègue, où ils eurent deux fils et une fille, avant de s'installer dans la commune bruxelloise de Schaerbeek en mars 1879.
Willem Pieter Antonie Le Jeune est décédé dans la commune bruxelloise de Saint-Josse-ten-Noode le 28 mars 1894. L'année suivante, le 2 septembre 1895, sa fille mourut également, incitant sa veuve Maria Luther à retourner dans sa jeune famille à Rotterdam en mars 1896,. Maria Luther est décédée à Rotterdam le 4 février 1929.